# Division 1 1999-2000
La Division 1 1999-2000 è stata la 62ª edizione della massima serie del campionato francese di calcio, disputato tra il 30 luglio 1999 e il 13 maggio 2000 e concluso con la vittoria del Monaco, al suo settimo titolo.
Capocannoniere del torneo è stato Sonny Anderson (Olympique Lione), con 23 reti.

## Stagione

### Avvenimenti
Vincendo le prime tre partite il Paris Saint-Germain fu la prima squadra a portarsi al comando solitario della classifica. I parigini furono raggiunti dal gruppo delle inseguitrici alla quinta e alla settima giornata, finché nei turni successivi si alternarono alla vetta l'Auxerre e l'Olympique Lione. Alla quattordicesima giornata il Monaco prese il comando della classifica, inizialmente assieme all'Olympique Lione, quindi in solitaria dalla settimana successiva. Nei turni seguenti i monegaschi presero il largo, concludendo il girone di andata con cinque punti di vantaggio sul Lione.
All'inizio del girone di andata il Paris Saint-Germain tentò un avvicinamento sul Monaco, che aveva perso le prime due partite, ma la capolista riprese subito l'andatura arrivando alla ventiduesima a +10 dalle inseguitrici e assicurandosi il titolo con tre gare di anticipo. Nelle posizioni immediatamente successive, PSG e Olympique Lione si diedero battaglia per la qualificazione alla fase a gironi della Champions League, con i parigini che prevalsero all'ultimo turno.
La lotta per non retrocedere vide coinvolte alcune delle protagoniste di quegli anni: se il Lens si mise al riparo grazie a una rimonta nel finale, il Nantes e l'Olympique Marsiglia ottennero una salvezza stentata, con questi ultimi raggiunti all'ultimo turno da un Nancy svantaggiato dalla differenza reti. I loreni accompagnarono nella caduta in seconda divisione Montpellier e Le Havre, arresesi anch'esse nelle ultime giornate.

## Squadre partecipanti
| Club                | Stagione | Città                | Stadio                       | Stagione precedente     |
| ------------------- | -------- | -------------------- | ---------------------------- | ----------------------- |
| Auxerre             | dettagli | Auxerre              | Stadio dell'Abbé-Deschamps   | 14º posto in Division 1 |
| Bastia              | dettagli | Bastia               | Stadio Armand Cesari         | 13º posto in Division 1 |
| Bordeaux            | dettagli | Bordeaux             | Parc Lescure                 | Campione di Francia     |
| Le Havre            | dettagli | Le Havre             | Stadio Jules Deschaseaux     | 15º posto in Division 1 |
| Lens                | dettagli | Lens                 | Stadio Félix-Bollaert        | 6º posto in Division 1  |
| Metz                | dettagli | Metz                 | Stadio Saint-Symphorien      | 10º posto in Division 1 |
| Monaco              | dettagli | Principato di Monaco | Stadio Louis II              | 4º posto in Division 1  |
| Montpellier         | dettagli | Montpellier          | Stadio della Mosson          | 8º posto in Division 1  |
| Nancy               | dettagli | Nancy                | Stadio Marcel Picot          | 11º posto in Division 1 |
| Nantes              | dettagli | Nantes               | Stadio della Beaujoire       | 7º posto in Division 1  |
| Olympique Lione     | dettagli | Lione                | Stadio di Gerland            | 3º posto in Division 1  |
| Olympique Marsiglia | dettagli | Marsiglia            | Stadio Vélodrome             | 2º posto in Division 1  |
| Paris Saint-Germain | dettagli | Parigi               | Parco dei Principi           | 9º posto in Division 1  |
| Rennes              | dettagli | Rennes               | Stade de la Route de Lorient | 5º posto in Division 1  |
| Saint-Étienne       | dettagli | Saint-Étienne        | Stadio Geoffroy-Guichard     | 1º posto in Division 2  |
| Sedan               | dettagli | Sedan                | Stadio Louis Dugauguez       | 2º posto in Division 2  |
| Strasburgo          | dettagli | Strasburgo           | Stadio della Meinau          | 12º posto in Division 1 |
| Troyes              | dettagli | Troyes               | Stadio dell'Aubeu            | 3º posto in Division 2  |

## Classifica finale
|  | Pos. | Squadra             | Pt | G  | V  | N  | P  | GF | GS | DR  |
|  | ---- | ------------------- | -- | -- | -- | -- | -- | -- | -- | --- |
|  | 1.   | Monaco              | 65 | 34 | 20 | 5  | 9  | 69 | 38 | +31 |
|  | 2.   | Paris Saint-Germain | 58 | 34 | 16 | 10 | 8  | 54 | 40 | +14 |
|  | 3.   | Olympique Lione     | 56 | 34 | 16 | 8  | 10 | 45 | 42 | +3  |
|  | 4.   | Bordeaux            | 54 | 34 | 15 | 9  | 10 | 52 | 40 | +12 |
|  | 5.   | Lens                | 49 | 34 | 14 | 7  | 13 | 42 | 41 | +1  |
|  | 6.   | Saint-Étienne       | 48 | 34 | 13 | 9  | 12 | 46 | 47 | -1  |
|  | 7.   | Sedan               | 48 | 34 | 13 | 9  | 12 | 43 | 44 | -1  |
|  | 8.   | Auxerre             | 47 | 34 | 13 | 8  | 13 | 37 | 39 | -2  |
|  | 9.   | Strasburgo          | 46 | 34 | 13 | 7  | 14 | 42 | 52 | -10 |
|  | 10.  | Bastia              | 45 | 34 | 11 | 12 | 11 | 43 | 39 | +4  |
|  | 11.  | Metz                | 44 | 34 | 9  | 17 | 8  | 38 | 33 | +5  |
|  | 12.  | Nantes              | 43 | 34 | 12 | 7  | 15 | 39 | 40 | -1  |
|  | 13.  | Rennes              | 43 | 34 | 12 | 7  | 15 | 44 | 48 | -4  |
|  | 14.  | Troyes              | 43 | 34 | 13 | 4  | 17 | 36 | 52 | -16 |
|  | 15.  | Olympique Marsiglia | 42 | 34 | 9  | 15 | 10 | 45 | 45 | 0   |
|  | 16.  | Nancy               | 42 | 34 | 11 | 9  | 14 | 43 | 45 | -2  |
|  | 17.  | Le Havre            | 34 | 34 | 9  | 7  | 18 | 30 | 52 | -22 |
|  | 18.  | Montpellier         | 31 | 34 | 7  | 10 | 17 | 39 | 50 | -11 |

Legenda:
      Campione di Francia e ammessa alla UEFA Champions League 2000-2001.
      Ammessa alla UEFA Champions League 2000-2001.
      Ammesse alla Coppa UEFA 2000-2001.
      Ammesse alla Coppa Intertoto 2000-2001.
      Retrocesse in Division 2 2000-2001.
Note:
Tre punti a vittoria, uno a pareggio, zero a sconfitta.
In caso di arrivo di due o più squadre a pari punti, la graduatoria verrà stilata secondo la classifica avulsa tra le squadre interessate che prevede, in ordine, i seguenti criteri:
- Differenza reti generale.
- Reti realizzate in generale.

### Squadra campione
| Formazione tipo | Giocatori (presenze)      |
| --- | ------------------------- |
| Barthez Márquez Christanval Sagnol Léonard Costinha Lamouchi Gallardo Giuly Trézéguet Simone | Fabien Barthez (24)       |
| Barthez Márquez Christanval Sagnol Léonard Costinha Lamouchi Gallardo Giuly Trézéguet Simone | Rafael Márquez (23)       |
| Barthez Márquez Christanval Sagnol Léonard Costinha Lamouchi Gallardo Giuly Trézéguet Simone | Philippe Christanval (25) |
| Barthez Márquez Christanval Sagnol Léonard Costinha Lamouchi Gallardo Giuly Trézéguet Simone | Willy Sagnol (26)         |
| Barthez Márquez Christanval Sagnol Léonard Costinha Lamouchi Gallardo Giuly Trézéguet Simone | Philippe Léonard (19)     |
| Barthez Márquez Christanval Sagnol Léonard Costinha Lamouchi Gallardo Giuly Trézéguet Simone | Costinha (28)             |
| Barthez Márquez Christanval Sagnol Léonard Costinha Lamouchi Gallardo Giuly Trézéguet Simone | Sabri Lamouchi (32)       |
| Barthez Márquez Christanval Sagnol Léonard Costinha Lamouchi Gallardo Giuly Trézéguet Simone | Ludovic Giuly (33)        |
| Barthez Márquez Christanval Sagnol Léonard Costinha Lamouchi Gallardo Giuly Trézéguet Simone | Marcelo Gallardo (28)     |
| Barthez Márquez Christanval Sagnol Léonard Costinha Lamouchi Gallardo Giuly Trézéguet Simone | Marco Simone (34)         |
| Barthez Márquez Christanval Sagnol Léonard Costinha Lamouchi Gallardo Giuly Trézéguet Simone | David Trézéguet (30)      |
| Altri giocatori: Martin Djetou (22), John Arne Riise (21), Dado Pršo (20), Pablo Contreras (17), Pontus Farnerud (15), Moussa N'Diaye (13), Sylvain Legwinski (10), Wagneau Eloi (9), Bruno Irles (8), David Di Tommaso (7), Tony Sylva (6), Christophe Pignol (5), Jean-Marie Aubry (4), Julien Rodriguez (2), Salif Diao (1), Grégory Lacombe (1), Patrice Luzi (1). |                           |

## Statistiche

### Squadre

#### Capoliste solitarie
|    | —— | ——  | ——  | —— | ——  | —— | ——       | —— | ——      | ——      | ——       | ——       | ——  | ——     | ——     | ——     | ——     | ——     | ——     | ——     | ——     | ——     | ——     | ——     | ——     | ——     | ——     | ——     | ——     | ——     | ——     | ——     | ——     | —— |  |
|    |    | PSG | PSG |    | PSG |    | O. Lione |    | Auxerre | Auxerre | O. Lione | O. Lione |     | Monaco | Monaco | Monaco | Monaco | Monaco | Monaco | Monaco | Monaco | Monaco | Monaco | Monaco | Monaco | Monaco | Monaco | Monaco | Monaco | Monaco | Monaco | Monaco | Monaco |    |  |
|    |    |     |     |    |     |    |          |    |         |         |          |          |     |        |        |        |        |        |        |        |        |        |        |        |        |        |        |        |        |        |        |        |        |    |  |
|    |    |     |     |    |     |    |          |    |         |         |          |          |     |        |        |        |        |        |        |        |        |        |        |        |        |        |        |        |        |        |        |        |        |    |  |
| 1ª | 2ª | 3ª  | 4ª  | 5ª | 6ª  | 7ª | 8ª       | 9ª | 10ª     | 11ª     | 12ª      | 13ª      | 14ª | 15ª    | 16ª    | 17ª    | 18ª    | 19ª    | 20ª    | 21ª    | 22ª    | 23ª    | 24ª    | 25ª    | 26ª    | 27ª    | 28ª    | 29ª    | 30ª    | 31ª    | 32ª    | 33ª    | 34ª    |    |  |

### Record

#### Squadre
- Maggior numero di vittorie: Monaco (20)
- Minor numero di sconfitte: Paris Saint-Germain (8)
- Migliore attacco: Monaco (69)
- Miglior difesa: Metz (33)
- Miglior differenza reti: Monaco (+31)
- Maggior numero di pareggi: Metz (17)
- Minor numero di pareggi: Troyes (4)
- Maggior numero di sconfitte: Le Havre (18)
- Minor numero di vittorie: Montpellier (7)
- Peggior attacco: Le Havre (30)
- Peggior difesa: Le Havre, Troyes, Strasburgo (52)
- Peggior differenza reti: Le Havre (-22)

### Individuali

#### Classifica marcatori
| Gol |  |  | Giocatore          | Squadra             |
| --- |  |  | ------------------ | ------------------- |
| 23  |  |  | Sonny Anderson     | Olympique Lione     |
| 22  |  |  | David Trézéguet    | Monaco              |
| 21  |  |  | Marco Simone       | Monaco              |
| 16  |  |  | Christian          | Paris Saint-Germain |
| 16  |  |  | Shabani Nonda      | Rennes              |
| 15  |  |  | Alex Dias          | Saint-Étienne       |
| 15  |  |  | Tony Cascarino     | Nancy               |
| 14  |  |  | Stéphane Guivarc'h | Auxerre             |
| 14  |  |  | Lilian Laslandes   | Auxerre             |
| 13  |  |  | Antoine Sibierski  | Nantes              |
| 13  |  |  | Sylvain Wiltord    | Bordeaux            |
| 11  |  |  | Frédéric Née       | Bastia              |
| 10  |  |  | Slađan Đukić       | Troyes              |